# Укереве
 Тази статия е за острова в езерото Виктория.  За административния окръг вижте Укереве (окръг).  
Остров Укереве е най-големият остров в езеро Виктория и най-големият вътрешен остров на Африка.
Заема 6-о място по големина измежду всички езерни острови в света. Намира се в южната част на ез. Виктория и принадлежи на Танзания. Заедно с още 38 малки островчета спада административно към окръг Укереве, регион Муанза. Заема площ от 530 km2, а най-високата му точка се издига на 200 метра над повърхността на езерото.
Островът е гъсто населен, а общото му население наброява около 150 000 души. Най-голямото селище е Нансьо с население от 50 000 души, разположено в южната част на острова.
Намира се на 45 km северно от гр. Муанза и е свързано с него с фериботна линия. Укереве е отделен от континенталната част на Танзания с протока Ругези, широк 3,8 km. Бреговата ивица е прорязана от многобройни живописни по-големи и по-малки заливи. Понякога наричат острова „Малкия Занзибар“. Укереве разполага с малко летище за вътрешни полети с дължина на пистата 884 m.
Пейзажът на острова е разнообразен, богат на красиви плажове и крайбрежни скали. По-голяма част от населението живее в малки рибарски селца, разпръснати из острова. Основната част от местните жители се занимава с риболов и селско стопанство. Отглеждат се главно ориз, сорго и овощни дървета. Островът е много богат на разнообразни видове птици. Тук често могат да се срещне сив коронован жерав, орел рибар и много други. В източната част на острова се намира малък горски резерват.
В началото на 2011 г. на острова се наблюдава засилен неконтролиран поток от бежанци от Руанда, Бурунди и Демократична република Конго. Това води след себе си до рязко увеличаване на престъпността. Зачестяват убийствата на местни рибари и кражби на риболовни съоръжения. Рибарската общност на Укереве се обръща с призив към правителството за спешни мерки и изпращане на постоянни полицейски сили за овладяване на нарастващата вълна от престъпност. Населението е силно притеснено за живота и собствеността си.

## Албинизъм
Остров Укереве е известен с най-голямата концентрация на албиноси в света. Докато средно на 20 000 души се пада по 1 албинос в световен мащаб, то в Африка те са 1 на 5000 души. Дискриминацията по отношение на албиносите е сериозен проблем в цяла Субсахарска Африка, но в Танзания тя е особено силна. Негроидното население ги нарича „живите призраци“ заради бялата им кожа и светли им коси и се отнася към тях със страх и отвращение. Албиносите са преследвани, осакатявани, продавани и убивани, тъй като кожата, костите, органите, косата и кръвта им се ползват като съставки на отвари за черна магия. Годишно в Танзания стават около 35 убийства на албиноси. Затова на остров Укереве, който е единственото спокойно място в страната, се стичат албиноси от всички райони в търсене на нормален живот. Повечето от албиносите тук са били изоставени от родителите си на острова още като деца, заради традиционни вярвания, предразсъдъци и насадено отрицателно отношение. Тук децата лесно намират приемни семейства, тъй като хората отдавна са свикнали с тях.
Въпреки усилията на Обществото на албиносите в Танзания отношението към тях все още е подчертано агресивно и дискриминационно. Организацията провежда демонстрации в Дар ес Салаам с искания за повишаване на информираността на населението за албинизма. Правителството на страната се е мобилизирало в защита на своите граждани албиноси. Предприето е общото им преброяване в цялата страната, индивидуална полицейска защита и мерки срещу убийствата им. Президентът дори е предложил място на един от тях в парламента като демонстрация на позитивно отношение.